# Lego Trains
Lego Trains er en produktlinje produceret af den danske legetøjskoncern LEGO, der inkorporerer modeltog. Lego Trains blev et undertema til Lego City i 2006. Produktlinjen har inkluderet lokomotiver, jernbanespor, jernbanestation, sikringsanlæg og andet rullende materiel og bygninger i relation til jernbaner. Temaet er populært blandt både voksne fans og børn, og det har affødt flere internationale grupper og messer. Tog-systemet omtales nogle gange som 'L-målestok' blandt fandt, som reference til traditionelle skalaer ved modeltog, idet Lego Trains bruger en sporvidde på 37,5 mm, hvilket er 5,5 mm bredere end skala 0. Dette er affødt af, at centerlinjen på 44 mm, hvilket svarer til fem Lego knopper.